# 香港獨立運動
香港獨立運動（英語：Hong Kong Independence）是指追求香港脫離中華人民共和國控制尋求自治自理之運動。中华人民共和国政府及香港特区政府認為此運動違反香港基本法和港區國安法，采用各種手段進行制止和消除。
自第二次世界大戰後，因應大量英國殖民地脫離大英帝國獨立或成為自治領，當時香港總督楊慕琦、香港企業家與社會運動人士馬文輝及他推动成立的聯合國香港協會、香港民主自治黨等開始透過不同途徑推動香港自治與自決。楊慕琦曾於1946年提出楊慕琦計劃，希望推動香港政制改革繼而推動香港自治，但因1949年中國共產黨建立中华人民共和国政權而未實現。及後英國政府曾經多次嘗試推動政制改革，但因受中华人民共和国政治動盪影響及其军事优势，其中不少方案未能成事。其中比較顯著的政治改革有市政局選舉以及於1980年代開始推行的代議政制改革。1997年，英國政府根據中英聯合聲明將香港主權移交予中华人民共和国政府，香港特别行政区政府成立，中华人民共和国中央政府依聲明及《香港基本法》在香港實行一國兩制，有沿用英屬香港的制度和法律（但某些法律如《社團條例》和《公安條例》在臨時立法會中修改），實行高度自治，並享有行政權、立法權、獨立的司法權、終審權以及參與國際事務的權利。但香港主權移交後，中央政府被批评干預香港高度自治權，而由于香港與中國大陸在不少方面存在不同，港中矛盾成為顯著問題。梁振英於2012年成為特首後，批评者指出香港的自由程度以至政府事務皆受中央政府直接干預，支持香港獨立的意見持續增長。另外梁高調向中央政府提出港獨問題，將港獨帶入公眾視野，因此也被戲稱為港獨之父。支持香港獨立運動者認為，香港主權移交至中華人民共和國前沒有經全體香港人進行公投前途自決，而中央政府違反聯合聲明及承諾，侵吞香港自治權，要香港能夠得到真正自治，必須確立主權成為獨立國家，方可保障香港自由生活方式，反对香港獨立運動者認為此运动违反《香港基本法》及一國兩制方针，不利于香港发展；亦有反对者批评此运动为分裂国家的行为，并质疑支持香港獨立運動者动机。
根據2007年港大民意研究，受訪者中有獨立傾向者約佔25%，不認同獨立者約佔64.7%；另外，33%香港人認為若中國共產黨在中华人民共和国持續執政則會增加香港獨立的傾向。此外，香港與中國大陸在政治、經濟、文化、社會狀況及歷史背景上的差異而引致港中矛盾，也是近年部份香港人傾向香港獨立的理由。不過，在2007年的民調有爭議，因為當時根本沒有大規模支持香港獨立的聲音。在歷次港大身份認同調查中，2008年6月調查是認同「中國人」身份之高峰、認同「香港人」身份之低谷，51.9%受訪者自稱「廣義中國人」。在部份汶川地震捐款未到災民手上及三鹿奶粉污染事件之後，認同「廣義中國人」比例轉趨下跌，而港中矛盾日益加劇更是加速這個趨勢。在反送中運動爆發之後，2019年12月香港民意研究所的調查發現，認為自己是「廣義香港人」的受訪者高達78%，相反認為自己是「廣義中國人」的受訪者只有21%。
2010年代後，香港本土運動興起，本土、自決、獨立的聲音开始湧現。2013年12月，首次发生香港独立派与解放军驻港部队冲突事件。2014年雨傘革命後，隨著香港向中央政府爭取民主的希望渺茫，香港獨立势力崛起。2016年3月28日，香港民族黨成為香港獨立黨後第一個公開主張香港獨立的政黨，同年7月，其黨主席陳浩天被取消參選香港立法會的資格。2018年9月，香港民族黨正式被香港特區政府引用《社團條例》予以取締。2019年反送中運動爆發，形成新一輪支持香港獨立的民意。
踏入2020年代，在歷經一連串的社會動盪後，路透社在2020年3月17日至20日透過香港民意研究所進行民調，結果顯示20%港人支持香港獨立，56%反對，而18%未有取態。2020年7月港區國安法實施之後，香港獨立運動等政治主張被視為涉嫌違反相關法律條文，目前已有多名人士因此被捕，或流亡海外。

## 代表旗幟

黑洋紫荊旗的第一型设计
黑洋紫荊旗的第三型设计

香港於1959年至1997年間使用的旗幟，被視作香港獨立運動的主要象徵之一。

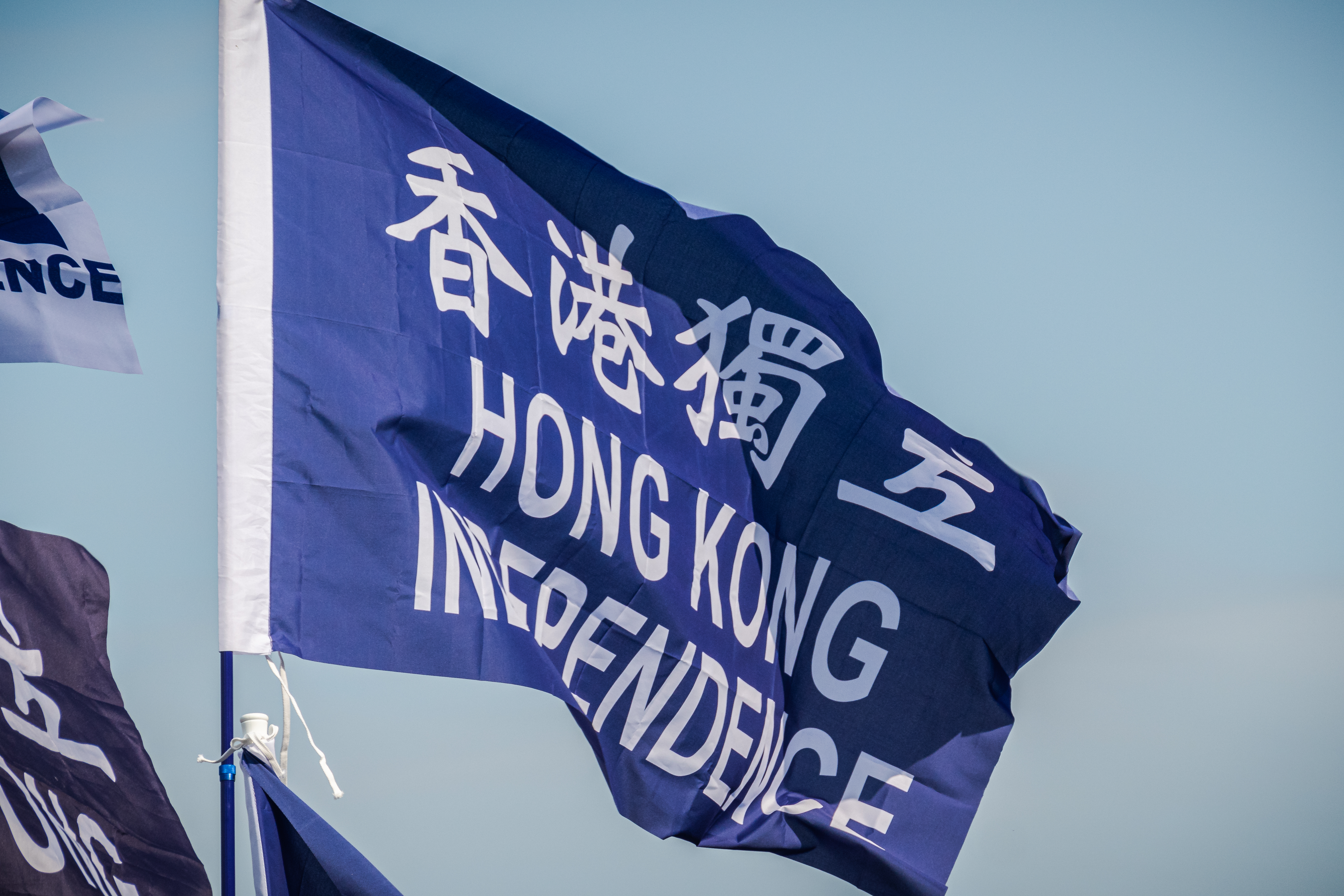
書有「香港獨立」及英文「Hong Kong Independence」的藍底白字旗，創作者為Paladin Cheng（中文名：鄭俠）
自由香港旗，又稱藍白旗，又有人稱之為香港國旗

## 相关背景

### 香港
香港位處東亞南端，地理三面環海，轄區面積細小，缺乏天然資源。香港食水、新鮮肉類和青菜有部分購自位處鄰近的廣東省，但主要來自世界各地，例如主粮之一的米主要進口自泰國及越南，牛肉及雞肉主要進口自巴西及美國，發電用煤主要購自印尼。雖然香港曾經有部分能源供給能力與海水淡化技術，但是因香港政府發展方針傾向內地市場，多數設施目前早已不存在，香港生活所需幾乎是靠進口。不過，香港有獨立而健全的司法制度，也是全球重要的國際金融及航運中心，曾以政府廉潔、治安優良、經濟自由、稅制簡單和法律制度健全而聞名於世。但於2019年爆發反送中運動中，香港政府及中國政府一系列行動下備受影響。

### 中国大陆
1949年中华人民共和国建国，中国共产党构建了大一统、单一制的国家体制，以一党专政的方式主政至今。故外界将中华人民共和国视为極權國家或威权国家。中华人民共和国政府和中国共产党对中国大陆境内的反叛、独立政权、分离主义势力持高压消灭之态。其管控的领土之上，至今尚无成功独立的先例。
另一方面，中国大陆社会在1980年代曾兴起全盤西化、資產階級自由化一类思想，使中华人民共和国政府和中国共产党执政的合法性受到严重冲击。此时，香港在政治方面亦被认为是中国大陆可效仿的对象。最为极端的表达，如刘晓波在1988年提出，大陆应效仿香港成为西方国家“三百年殖民地”。中华人民共和国政府和中国共产党通过武力手段结束六四事件后，自1990年代，反和平演变成为国家政治生活中心。进入21世纪后，世界范围内颜色革命此起彼伏。包括香港独立运动在内，中华人民共和国方面将在香港发生的诸多政治运动，视为西方国家介入、以最终推翻中华人民共和国政府为目的的颜色革命开始。同时，随中华人民共和国经济、军事实力在21世纪后逐渐增强，民族主义成为中国大陆社会思想主流，即包括反对国家分裂。BBC中文網在2016年的报道认为，香港独立是中国大陆高涨的民族主义“绝对的禁忌”，“本土派的激烈主张，无疑将香港人与大陆人推向对立，香港或身处危险位置。德国之声中文网与香港反送中运动相关、2019年的评论文章持同样的观点，同时作者邓聿文认为中华人民共和国政府通过“歪曲宣传”放大港独，对大陆民众洗脑，“将香港的抗争污名化为统独问题”。

## 發展過程

### 英屬香港
香港全境自1841年起分三階段起由大英帝國全面統治。1841年1月26日，英軍登陸上環水坑口並升起英國國旗，英國正式佔領香港，香港開埠。1842年8月，大清帝國於鴉片戰爭中戰敗，簽訂了《南京條約》，香港島自此正式割讓予英國。1860年，九龍半島界限街以南因為《北京條約》，再割讓給英國；1897年，深圳河以南的新界土地，根據《展拓香港界址專條》租借予英國99年，即由1898年7月1日至1997年6月30日。三條條約現由中華民國外交部及大不列顛及北愛爾蘭聯合王國共同持有。1941年12月，日军攻占香港。1945年8月，日本无条件投降。中華民國政府未能收回香港，英国重新统治香港，即「香港重光」。1949年10月，中华人民共和国建国。同年，港英政府封锁港深边界，香港与大陆人民自由往来历史结束。
香港人口當中，包括了一些土生土長的南方華人、水上人、歐亞混血兒、印度裔移民及大量於二戰前後因為逃避国共内战和共產黨統治的逃港華人。戰後難民在香港落地生根，由於都是華裔，他們多數都視自己為唐人、華人、中國人。但是此處所指的中國人是指廣義的華人身份，或中華民國國民，而不是指中華人民共和國國民，故出現了希望香港成為一個自治領或獨立國家的思想，既不想繼續由英國直接統治，亦不想受中華人民共和國統治，希望香港成為一個實體國家。
1946年12月16日，聯合國決議香港及新加坡等所有殖民地屬於「非自治領土」（Non-Self-Governing Territories），可以脫離宗主國成為獨立國家。1960年12月14日，聯合國通過讓殖民地自決獨立的1514號決議。1964年9月下旬，多國左派組織在蘇聯莫斯科召開了世界青年論壇。其中蘇聯青年組織領導人9月20日開始進分組討論以來，要求給予香港澳門獨立。其後，錫蘭青年代表在小組會上亦提出要求消滅在亞洲的殖民地的決議草案，當中把香港、澳門和帝汶、巴布亞、阿曼、亞丁和南阿拉伯並列，要求按照聯合國宣言，給予它們獨立。對此，中國代表表達強烈不滿，認為香港和澳門是中國領土，由英國、葡萄牙佔領。決議要求港澳獨立，實際上是要港澳脫離中國。最後，會議表決通過了錫蘭代表提出的草案。中國代表團之後聲明，認為論壇被蘇聯作為“反華”工具，而沒有團結第三世界反帝。
1972年3月8日，剛取代中華民國、接替「中國」在聯合國席次的中華人民共和國堅稱擁有香港、澳門主權，聲明香港「不屬於通常的殖民地範疇的問題」，以議案夾帶方式要求「不應列入殖民宣言中適用的殖民地區名單之內」。同年11月2日的會議上2908號「給予殖民地國家和人民獨立宣言的執行」決議最終獲得通過，有99票支持殖民地自決，英國、法國、葡萄牙、南非及美國5票反對，以及23票棄權。在中華人民共和國施壓下，附帶通過將香港、澳門剔出「適用於1514號決議的領土名單」（be excluded from the list of Territories to which the Declaration is applicable），確認宣言中的自決獨立權並不適用於香港（唯基於聯合國無權主動干涉會員國的領土歸屬問題，決議實際上未有觸及對香港主權或是否具殖民地地位的詮釋）。香港自此失去自決權利。12月14日英國更致函聯合國秘書長抗議。

#### 楊慕琦計畫
在第二次世界大戰結束後，英國絕大部份殖民地都實行政治改革，逐步建立由當地公民普選產生的自治領以達致獨立。如此，香港總督楊慕琦奉英國政府之命於1946年推行香港政治制度改革，建立自治制度。楊慕琦計畫研究如何實踐香港人有更多責任去管理自己事務之權利，卻有說法認為遭到中國威脅阻撓，害怕自治的出現會使香港走向獨立，視香港任何形式的自治是邁向香港獨立的徵兆，以至促進香港與中國分裂的行為（然而這種說法有異議，見#政制改革停滯）。
接任楊慕琦的第22任香港總督葛量洪認為楊慕琦改革並非必要，認為香港不能實行他在牙買加、尼日利亞和斐濟擔任總督時發展之該種制度，並且寫道：「香港和其他殖民地不同，因為香港永遠不可能獨立，它若非繼續是英國殖民地，就被中國收回，成為廣東省之一部分。」香港歷史學家高馬可（John M. Carroll）認為，葛量洪須要為扼殺楊慕琦改革負上很大責任。1967年中共發動六七暴動，並及其他間諜與顛覆活動出現，使社會局勢相當不穩定，最終在此局勢下，楊慕琦計畫宣告失敗。

#### 香港民主自治黨

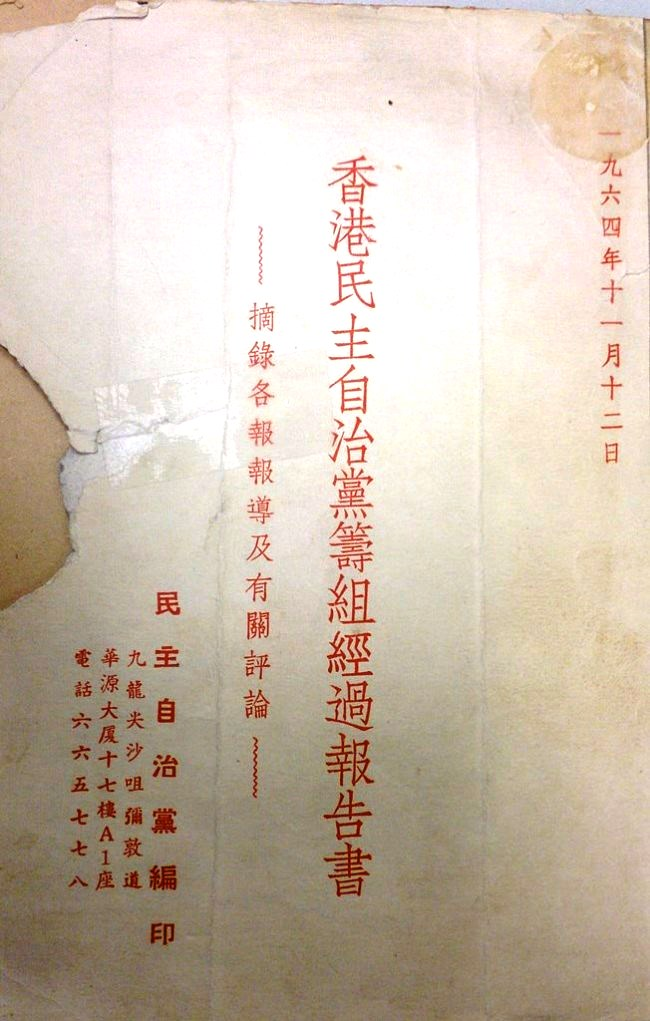
香港民主自治黨籌組經過報告書

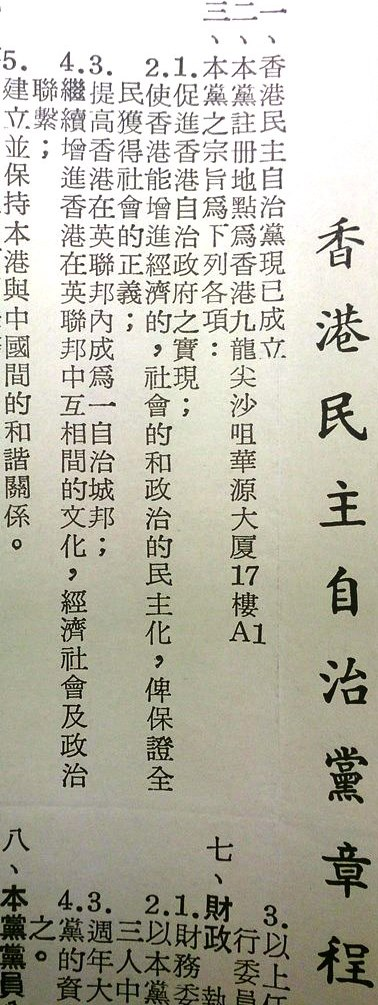
香港民主自治黨宗旨

香港企業家與社會運動人士馬文輝於楊慕琦的「港人自治」方案時已關心香港的民主發展，並於1953年主導成立聯合國香港協會，推廣《聯合國》所標舉的人權、平等、自決、自由、民主等普世價值原則，如：1945年《聯合國憲章》第1條所載明之「尊重人民平等權利及自決原則」與第十一章「關於非自治領土之宣言」、1960年聯合國大會1514號決議關於《給予殖民地國家和人民獨立之宣言》、1966年《公民權利及政治權利國際公約》等，並響應促使香港在列之「非自治領土」（Non-Self-Governing Territories）獨立的呼籲。馬文輝認為港人應該生於斯、長於斯，而且死於斯，要建立一個屬於港人的自治政體，被視為是香港政治史上具本土意識與身份認同的論述。
1963年，馬文輝再與多名華洋知名人士建立了香港歷史第一個以政黨命名的「香港民主自治黨」（Hong Kong Democratic Self-Government Party），以反殖、反共立場為基調，以「促進香港自治政府之實現；使香港能增進經濟、社會、和政治的民主化，俾保證全民獲得社會的正義；提高香港在英聯邦內成為一自治城邦」為宗旨，其綱領包括國防外交權歸英國，並由英國駐軍防衛香港，確立香港人民民有、民治、民享其他各項權限，香港內政事務由在香港民選立法議會大選中獲得多數勝利的政黨組成內閣制政府決定，建立西敏制議會民主。民主自治黨不認同中華人民共和國的政治，明指英國殖民主義及中國共產主義皆為不平等的暴力制度，民主自治可以對抗中國赤化香港、維持國際現狀地位，惟有一個民主自治城邦才能改善貧富懸殊與不公，走出香港本位政治立場。世界各殖民地紛紛自決獨立為香港帶來極大鼓舞，並成為自決派、獨派之參照範例。馬文輝因其關於香港自治和香港獨立運動之民主倡議與行動而被現今部分香港本土派人士稱為「香港獨立之父」、「港獨之父」或「香港本土派始祖」。在為爭取真普選而爆發雨傘革命的2014年，馬文輝所提出的本土民主自治乃至港獨訴求，本土派人士認為，真自由民主、真自治、與香港獨立其實是「三位一體」。

#### 政制改革停滯
1968年，前香港總督戴麟趾於途經吉隆坡時說香港經常受到中國共產黨勢力的威脅，因此需要等候一段頗長的時間，中英始能談及獨立問題。據報導，英國早在1956年期間即知道中方不歡迎單方面改變政治體制，尤其是按當時政治習慣設立的自治領（即一種於英聯邦內的特殊政體，該政體可以選擇完全獨立）。直到1978年後中英情況改善，同時放棄了最重要的自治領地位才得以設計民主的雛形，不過此後中共仍舊口頭上表達不滿。
然而歷史學家曾銳生說英國官員在為香港不推行民主持理由時，經常就會以中國不會容忍任何民主改革為託詞。從1962年起一直居住在香港的英國學者顧汝德（Leo F. Goodstadt）說：「由外籍人組成的殖民地政府，與以華人為主的商界精英串通一氣，致力保存遺留自上世紀的殖民地政治體制，連最溫和的改革都要扼殺。」

#### 中英聯合聲明
1984年中國國務院總理趙紫陽與英國首相戴卓爾夫人簽訂《中英聯合聲明》，當時由保守黨執政的英國政府和中國正談判後同意將整個香港一併移交中華人民共和國政府。然而，整個過程香港人完全不能夠參與，而香港亦未有大規模民意和抗議活動，要求公投自決或反對中英聯合聲明。

#### 六四天安門事件
1989年6月4日發生的六四事件，動搖了相當多香港人對香港主權移交後的信心，很多香港人對中國共產黨及其政權更趨向反感和極不信任。
當時香港雖然是英國屬地，但大批香港市民捐款給學生，舉辦民主歌聲獻中華，參與全球大遊行。當時香港民間發起了一次逾百萬香港市民參與的支持北京學生運動的六四遊行，是香港開埠以來最大型的政治活動。當鎮壓消息傳回香港時，市面瀰漫一片陰霾。一些電影院、酒廊、影視租賃店和娛樂場所因為香港市民不消費而被迫結業。中華人民共和國自1978年改革開放10年後，在香港留下的美好憧憬，消失殆盡，恐共情緒蔓延全港。2009年當香港亞洲電視首次播放中國中央電視台節目春節聯歡晚會時，惹來香港市民強烈批評，其原因是於六四事件時才首次廣泛觀看到中國中央電視台的內容，特別是新聞聯播依然勾起香港市民對六四事件的聯想。
原本一直傾向北京的一批政界人士，部分在六四後與其決裂，如支聯會主席司徒華。六四埋下不少香港人對北京當局的不信任，亦改變了大專團體學聯的政治取態，由親中共轉變成反中共，要求平反六四，並且主導香港的學界運動方向。香港首個政黨香港民主同盟（今民主黨前身）由此誕生，亦使民主派因反中共而取代親英反共派，成為香港的主流勢力。
為應對六四事件之後的港澳社會信心問題，港澳富商、“賭王”何鴻燊在1989年7月記者會上發表其聯合國託管港澳的建議，翌日由親中派的《澳門日報》刊載全文，題為〈美夢成真？〉的文章，建議於香港與澳門主權回歸中國後，由中國政府將兩地出租予聯合國100年，作為新的聯合國總部所在地，並由聯合國託管。何認爲其這項提議，“符合中英、中葡聯合聲明”、“體現中國收回兩地之主權”、“提高中國在國際上之聲譽”、“冷卻及抑制移民潮的發展”、“亞洲人口最多，在亞洲設聯合國總部合理”。他認為此舉可兼顧中國收回主權與維持港澳原有制度，達致「一舉數得」，並有助於恢復國際社會對中國的信心，將港澳打造為「亞洲的瑞士」。據何自述，此構思曾於中英談判之前的六十年代就提出，當時香港新華社社長梁威林邀請一眾香港富豪，如李嘉誠、鄭裕彤、霍英東、馮景禧、胡漢輝等人，討論香港澳門的前途問題，他向眾人提出此一建議以解決前途信心問題，席上眾人鼓掌支持，梁威林則「莞爾一笑」。有評論指，何鴻燊等商界人物在六四後提出這些具強烈商業意識的方案解決信心問題，方法與政治為本的民主派大相逕庭，反映後過渡期政治商業化趨勢，認爲這具有商業色彩的政治法門，直覺上是企圖“迴避政治矛盾同時保障區隔現狀”。
六四事件亦引發大規模的香港移民潮。1989年之後的五年間，共有約30萬人移民外地，一些類似佛得角的小國也在雜誌上刊登廣告，宣傳該國護照可以提供申請。不少香港市民移居到加拿大、澳大利亚、紐西蘭、英國、美國以及日本、韓國、臺灣等地，例如，自六四事件後至1997年香港主權移交前，中華民國內政部所許可居留或定居的港澳移民人士逾2萬5千人。

### 特别行政區建立初期
董建华由1997年至2005年出任第一位香港行政長官期間有施政連番失誤，推行不少具有極大爭議之政策，例如八萬五建屋計畫、母語教學計劃、廢市政局及區域市政局，恢復區議會委任制，推行問責制及《二十三條立法》使香港人感到不滿。除了有人認為董建华本身的能力有問題，大部份人認為他是受制於中央政府，未能夠自由發揮，才會令政事失誤。

#### 駐港軍隊
中華人民共和國中央人民政府在香港設立中國人民解放軍駐香港部隊，以突顯中華人民共和國對香港統一主權的主張。

#### 基本法第二十三條
《基本法》第二十三條列明香港特別行政區應自行立法禁止分裂國家勢力與外國勢力聯繫，並禁止港獨勢力分裂中華人民共和國。但基於二十三條中列明二十三條是港府自行立法，香港一直没有主动實施，直至全國人民代表大會常務委員會通过《中华人民共和国香港特别行政区维护国家安全法》。
2002年至2003年間，香港政府提出《基本法第二十三條》方案。據當時提出的草案，警察將被賦予權力，包括無須向法庭申請搜查令，即可以強行進入「被懷疑恐怖份子」的住宅內進行搜查。此舉引來香港社會極大反響，不少市民極度擔心日後香港人一向擁有的自由與人權被收窄限縮，最終導致大規模示威，2003年七一遊行爆發，逾50萬人上街反對立法，最終在自由黨及工商界立法會議員改變立場反對立法後，香港政府擱置草案，多名香港政府高級官員辭職，包括保安局局長葉劉淑儀。之後舉行的區議會選舉，在七一遊行效應下，支持立法的民建聯大敗，喪失大量議席。

#### 人大釋法
1997年香港主權移交後，人大對《香港基本法》多次進行人大釋法事件被認為削弱了香港的法治。而2016年11月人大再次對香港特別行政區作出釋法，而這次釋法造成香港部分人民不滿且進行示威。

#### 文化差異
香港受英國統治150年，受英國文化、粵文化、南洋文化等互相影響，孕育出獨特的香港文化，和中國文化不同。而香港自開埠之始已成為自由港，多年來發展成為推行自由市場的資本主義的國際城市。香港主權移交後即使有《基本法》作為法理依據，並且訂明資本主義制度將會保持50年不變，中華人民共和國的社會主義制度不會在香港實施，以及維持香港高度自治等。但在「人大釋法」、限制港人投票權、剝奪部份港人被選舉權等事件影響下，一些香港人認為中國並未落實執行基本法，在中國共產黨統治下香港不會有民主。同時，自由與法治等香港核心價值無法維持，獨派在主權移交後快速增長引起相當的討論。
此外，對中國共產黨的看法、中國人和香港人之間的文化、價值觀及生活習慣各方面的差異都是部分香港人試圖與大陸劃清界線的主因。不少香港留學生在海外通常都稱香港人，有自己獨立的香港同學會。

### 2010至2020年代

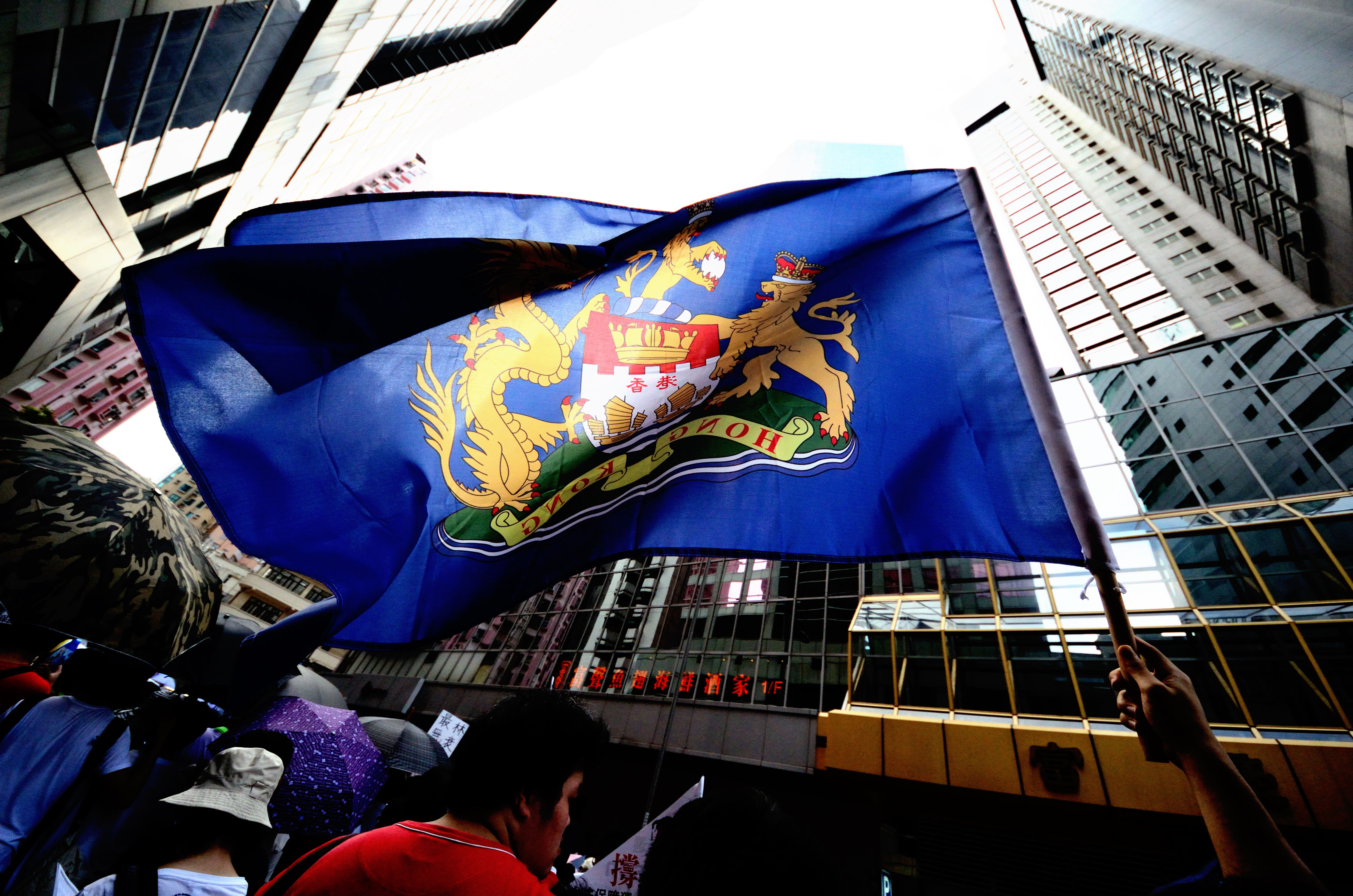
2011年七一遊行中的龍獅香港旗

2012年無國界記者公佈的新聞自由度排名，香港從2011年的第34位跌到2012年的第54位，而自由之家公佈的全球新聞自由報告中，香港更自2009年起由被評為「完全自由」的地區倒退至「部分自由」，不過香港的自由度仍有一定基礎，不受外來勢力施壓影響，例如揭發美國監聽的斯諾登即逃往香港避難。支持香港自治的學者陳雲認為，廣深港高鐵、宜居湾及新界東北發展計畫，均被質疑受北京政府指示，企圖消滅香港經濟自主及加速人口融合，並指出此種舉動是「毀滅香港城邦格局」。

#### 中港矛盾、香港“特供”制度
2011年起，中國大陸「雙非嬰兒」問題、中國大陸旅客在香港旅遊的不文明行為加劇，以及發生D&G禁止香港人攝影風波，導致香港網民透過網上集體投資，於2012年2月1日於兩份報章上刊登一個反對「雙非」的全版廣告，後來此廣告亦被中國大陸各地的地方主義者借用。在光復上水站行動中，部份示威者高舉香港殖民地旗幟。此舉令港澳辦前副主任陳佐洱發表反對港獨及香港殖民地旗幟的言論，令立場傾向本土的人士非常反感，引致後來更多的事件。
2012年示威者在中聯辦前舉起香港旗及龍獅旗，展示「中國人滾回中國」、「香港要獨立」、「南京條約萬歲」等標語。示威遊行中更出現香港殖民地旗幟。1997年迄今，最明顯的一個改變就是香港遊行路線的終點，已經從香港政府總部的中環變成在西環的中聯辦。梁振英在上任數小時後便迎來數十萬人在街上叫他下台的要求。
臺灣民主進步黨前立法委員林濁水認为，港中間存在族群矛盾，源頭源於九七，還有少數人擔心會帶來香港的二二八事件。雙方的族群矛盾可追溯至SARS事件後中國放寬赴港旅遊投資，香港人沒有從中受惠並與中國人不斷累積摩擦：中國人大手筆買入香港物業，香港樓市升溫、租金上漲，以致香港人的居住環境艱難，被形容是「紅色資本」入侵香港。此外，部分中國旅客在香港不文明行為，以及D&G禁止香港人攝影風波等等，造成雙方網路交鋒、媒體對罵。
香港與中國大陸之間的貿易關係被中華人民共和國政府稱為「港澳特供制度」，即香港食水及食品都是由中國大陸向香港特別提供，與其它城鎮居民不同，香港居民享受供港澳食品的特殊監管體系待遇。香港居民的食水及食品均以收費性質向中國大陸購買，屬於交易性質。香港每年以數億港元價格向中國大陸購買輸入食水和食品，例如2012年香港就耗資約3億5千萬港元向中國大陸購買820百萬立方米飲用水。根據中國大陸《瞭望東方週刊》於2011年年底的報導，香港於2012年購買東江水作為居民飲用水，價格約為每立方米4.32元。與此同時，東江水水源污染問題亦備受注視。在2008年，東江水部份樣本曾被檢測大腸桿菌超標。但香港水務署表示東江水會於濾水廠進行消毒及過濾，經處理後水質符合安全標準，但水源污染問題一直受到公眾關心。對於港獨，前國務院港澳辦公室主任魯平曾指「沒有中國大陸的照顧，香港只是一座死城。」此說法引起香港人的不滿，認為這是在散播不實言論，令港中矛盾加劇。

#### 五區公投

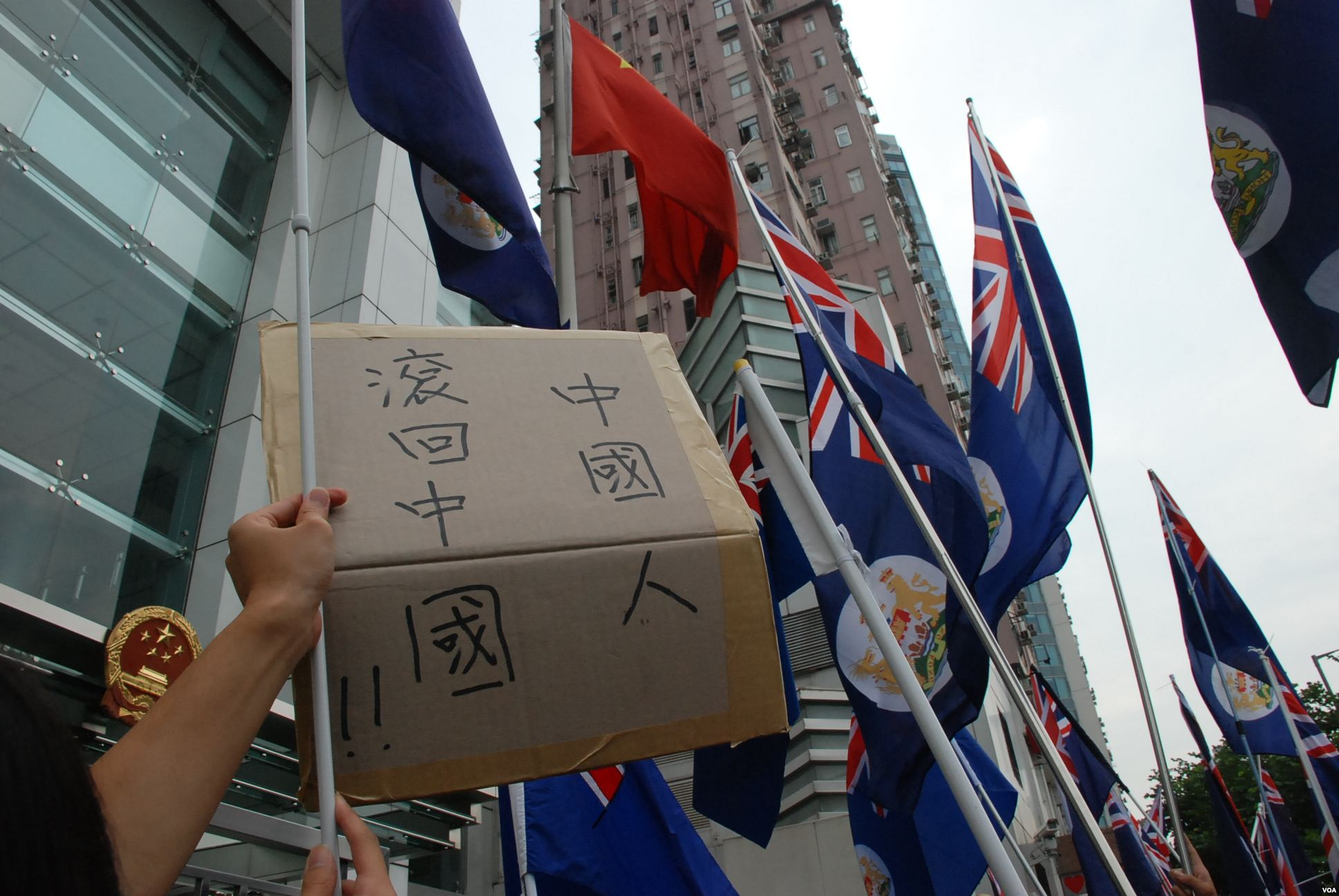
中聯辦前的香港英治時期旗幟及「中國人滾回中國」標語

2010年1月21日，社民連及公民黨提出的「五區公投，全民起義」，觸動北京的敏感神經，被港澳辦及前人大常委曾憲梓和劉夢熊等人指意圖是走向香港獨立，該公投於同年5月16日完成。公民黨黨魁余若薇解釋以「起義」做口號是想激勵香港市民以行動改變社會、廢除不公義的功能組別，希望市民有機會表達對民主的訴求。不過「起義」的原含義就是武力推翻現政權。社民連及公民黨的五區公與全民起義扯上關係，被一些人質疑公投為名港獨為實。

#### 國民教育科爭議
英屬香港時期，香港政府並沒有針對香港人對國族的教育方案，而是主要強調香港人的公民意識，關心社會，並沒有強調國族認同問題。香港主權移交後國民教育推動香港人的中華人民共和國認同感，促進人心「回歸」，培養青年人的愛國心。國民教育被泛民主派形容為「洗腦」。香港人的反國教育運動確實是長期積累的情緒，更多香港民眾不滿北京當局，進而有「香港城邦論」、「香港獨立」等言論出現。國民教育是認同中華人民共和國與港獨分離勢力的政治鬥爭。目前特區政府在民眾壓力下宣佈擱置課程指引，並將國教科交由學校決定是否開設科目。

#### 2012年立法會選舉
2012年香港立法會選舉，多名民主派的候選人開始以守護本土為議題之政見作為賣點，如毛孟靜和范國威等，其中范國威更曾被視為本土派議員。以「拒絕大陸化」「擋住香港赤化」為口號的公民黨在選舉中取得255,007票，取代傳統上關注中國大陸人權情況色彩較多，並在2010年和中聯辦談判政改的民主黨，成為地區直選的泛民主派第一大黨，總議席與民主黨相同。

#### 2013年獨派闖入解放軍軍營
2013年12月26日，香港人優先成員招顯聰衝入中環屬於軍事禁區的駐港解放軍軍營被捕，是首次港獨派及解放軍正面衝突的事件。
翌年2014年1月4日，再有「香港人優先」四名成員涉嫌擅闖駐港解放軍總部被捕。

#### 2014年雨傘革命

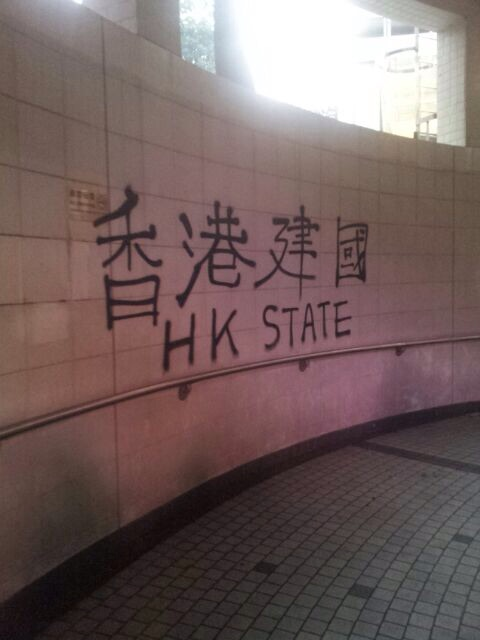
於北京道行人隧道內塗鴉

2014年雨傘革命期間，人民日報曾發表評論文章，聲稱其背後的陰謀是港獨。文章引述香港大學學生會刊物《學苑》，指出近年本土主義興起是港獨抬頭的跡象，及指出雨傘革命領導組織之一學聯在運動中打出了「命運自主」口號。不過，據中大新聞與傳播學院兼任講師鄧皓文在10月中在佔領區所作的民調顯示，參與運動的人士有75.1%不認同自己的訴求是港獨，只有11.9％認同港獨訴求。全國港澳研究會副會長劉兆佳認為，有佔領者主張港獨只是情緒發洩，沒有人實踐或提出有策略的港獨主張。

#### 2015年香港國護照貼紙
2015年底受台灣國護照貼紙影響香港人也發起護照貼紙活動。香港入境處表示，任何人如果沒有合法授權而改動任何旅行證件，或管有或使用改動的旅行證件，有可能被判罰款15萬港元及監禁14年，協助及教唆者同罪。

#### 2016年立法會選舉
2016年香港立法會選舉期間，不少本土派候選人尋求以香港獨立作為其主要政治綱領。不過於提名期開始前兩天，選舉管理委員會突然發出通知要求參選人於遞交表格時額外簽署一份聲明文件。當中特別列明參選人須擁護3條《基本法》條文，包括第1條、第12條及第159(4)條，內容分別為香港特區是中華人民共和國不可分離的部份、香港特區是中華人民共和國一個享有高度自治權的地方行政區域，直轄於中央人民政府，及《基本法》若有任何修改，均不得與中華人民共和國對香港既定的基本方針政策相牴觸。確認書列明簽署人一旦作虛假聲明須負刑責。本土派及泛民主派皆斥港府違反公平參選原則，限制參選人言論自由。
多個參選人包括梁天琦、陳浩天、中出羊子、陳國強及賴綺雯，因選舉主任以涉港獨或歸英主張為由，都被選舉主任裁定提名無效，但部分實際上主張港獨及民族自決的參選政黨如青年新政及熱血公民提名卻有效。
而候選人的郵寄宣傳單張內容亦被審查，郵政署以違反《基本法》為由，拒絕羅冠聰寄出原版有「自決」字眼的單張，過濾版則獲批寄出。房署亦不准候選人派發港獨字眼郵寄單張。
最終在選舉結果，本土自決派（現稱「抗爭派」）在選舉上取得6席，獲得19%的普選票，成為第三大勢力，其後自決派被視為民主派的一部份，但所代表的票數仍有逾一成。

#### 教育局指支持香港獨立的教師須承擔後果
2016年8月14日，教育局發言人指出，任何教師鼓吹香港獨立或會取消該等人的註冊教師資格。
根據教育界功能界別及選舉委員會界別分組的登記文件，當界別選民失去《教育條例》（第279章）下的註冊教師身份時，同時自動失去教育界功能界別的參選權（投票及參選），變相褫奪其參選權。
8月15日，教育局長吳克儉指已聯繫香港八所大學的校長，要求處理大學內的支持香港獨立的學生組織。同日教協發出指引，表示不贊成會員鼓吹香港獨立，同日吳分別於政府總部約見所全港辦學團體及約見家校組織，要求組織代表壓制中小學的香港獨立討論。另外，同日中聯辦法律部長王振民表示，不容香港獨立進入香港政制及香港教育界。
8月18日，吳克儉與中華人民共和國教育部會面，吳克儉在會後會見傳媒，表示他在會議中向教育部官員提及港獨入侵校園並重申港府立場，強調港獨違反《基本法》及一國兩制，校園內不應出現港獨主張及活動，吳克儉指此立場已得到中國教育部的認可。。蘋果日報報導，政總會面後有教職員向日報反映facebook受到上級監視，審查有關香港獨立的言論。

#### 各大院校民主牆出現「香港獨立」標語
2017年9月新學年剛開始，香港中文大學等校園之「民主牆」等多處均懸掛及張貼大量寫有「拒絕沉淪，唯有獨立」、「香港獨立」、“HK INDEPENDENCE”等字眼的橫額及海報。校方以未經申請為由，將有關橫額及海報拆除。學生會批評廣場由學生會管理，重申校方不可跨過學生會撕走橫額及海報。也有港人喊出「支那人滾回支那！」等歧視性語言。

#### 反對逃犯條例修訂草案運動
2019年10月4日，反對逃犯條例修訂草案運動期間有示威者在香港各地宣讀香港臨時政府宣言，網絡上有人發起組建香港臨時政府運動。數日後運動不了了之。

#### 民間記者會民意調查
2020年3月24日，民間記者會公佈選前民意調查結果，當中有超過九成受訪者認同要探討香港獨立的可行性。
2020年5月28日，民間記者會公佈5月23日至25日進行的問卷調查結果，當中有約23萬、超過六成的受訪者認為應該視「香港獨立」為最終目標。

#### 美國眾議員提案
2020年5月19日，美國共和黨眾議員斯科特·佩里提出法案《授權總統承認中華人民共和國香港特別行政區為一個單獨的獨立國家及其他》，該法案要求授權美國總統承認香港為一個獨立國家。

#### 港版國安法議決
2020年5月22日至28日，第十三屆全國人大三次會議在北京召開，通过了「港版國安法」進行討論和審議，藉此打擊香港獨立的發展。6月30日早上，全國人大常委會通過了港版國安法，後香港特區政府於11時刊憲並即時生效。翌日，在遊行期間，一名男子被搜出「香港獨立」旗（前加「不要」兩小字），涉嫌違反港版國安法被捕，顯示港版國安法打擊了香港獨立的發展。
2020年6月9日（「譴責鎮壓，撤回惡法」大遊行一週年），有多名香港市民在中环等地呼喊「香港獨立、唯一出路」、「香港人，建國」等口号。政府表示內容「涉嫌煽動或教唆他人分裂國家，有可能違反《中華人民共和國香港特別行政區維護國家安全法》（《港區國安法》）。」

## 香港人身份及政治認同

### 身份認同

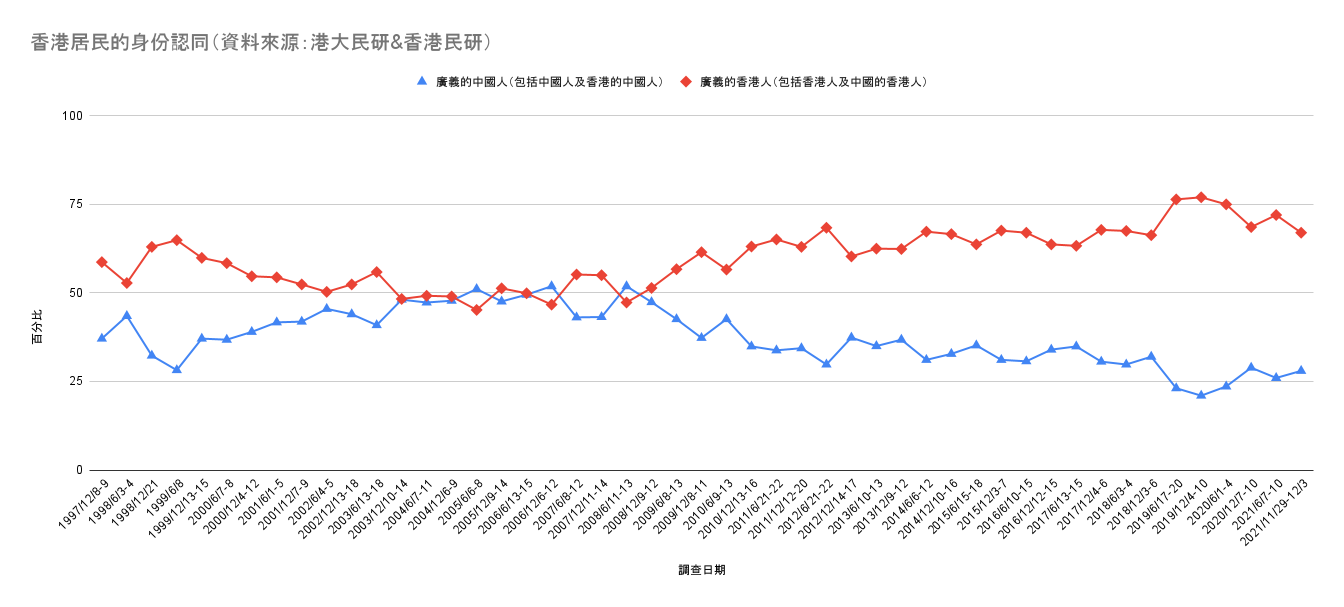
主權移交後，香港居民的身份認同

有民調指出香港人擁有強烈的自身認同感。根據香港大學民意研究計畫2012年6月的民意調查發現，在四選一的選擇中，選擇了自己是「香港人」（Hong Konger）的佔46%，選擇自己是「中國的香港人」（Chinese Hong Kong Citizen）或「香港的中國人」（Hong Kong Chinese Citizen）的佔34%，選擇自己是「中國人」（Chinese Citizen）的只佔18%。無論是狹義或廣義地自稱為「香港人」的比率，都比狹義或廣義地自稱為「中國人」的比率高，大約有28至38個百分比的差距。年齡未及三十歲的被訪者，差距則達到60至72個百分比之間。
同樣來自香港大學於2013年6月的民意調查顯示，若10分代表絕對認同，0分代表絕不認同，5分代表一半半，香港對香港人身份的認同感（Strength Rating）是8.13 ，對中華人民共和國國民身份的認同感（Strength Rating）為6.11 。
2012年10月，香港中文大學傳播與民意調查中心調查顯示港人自覺是「中國人」的比率只得12.6%，跌至16年新低，自認是「香港人」的則有23.4%，為10年來新高，當中「80後」以港人身份為優先的比率較非「80後」更高出21.3個百分點，只有2.4％的80後認為自己是「中國人」。學者指本土意識抬頭是主因。
反對聲音中，郝鐵川及劉夢熊等人指這項民意調查的選項將中國人和香港人對立，只允許被調查者從兩者選擇一個，認為民意調查的主導者鍾庭耀是在宣揚香港獨立。但此論點將四個選項中的兩個排除（即「中國的香港人」（Chinese Hong Kong Citizen）和「香港的中國人」（Hong Kong Chinese Citizen），只針對另兩個選項，二人均無解釋忽略的原因。
根據香港浸會大學「香港過渡期研究計畫」於2013年6月3日公佈的調查結果顯示，在905名受訪者中，42%的受訪者自稱為「中國人」；然而受訪的學生自稱「中國人」卻為0％，其中多達24%自稱「香港人」，是自從1990年代以來，首次出現這樣的結果。
2013年6月18日，香港大學民意研究計畫公佈調查結果，高達38%的受訪者表示自稱為「香港人」，較半年前的同類調查急升11%；自稱為「中國人」的受訪者比率只有23%，較上次調查微升2%；自稱為「香港的中國人」、「中國的香港人」的則有36%，較上次調查減少13%。其中市民對「中國人」的認同感，創下自1999年調查以來的新低。學者成名認為，由於中國大陸人權不斷倒退，故市民拒絕認同自己是極權下的「中國人」。
2019年12月17日，香港民意研究所公佈調查結果，高達55%的受訪者表示自稱為「香港人」，自稱為「中國人」的受訪者比率只有11%，自稱為「香港的中國人」、「中國的香港人」的則有32%。其中狹義或廣義地自稱為「香港人」的比率皆錄得1997年有紀錄以來新高，而廣義地自稱為「中國人」的比率則錄得1997年有紀錄以來新低。

### 對中國政府的政治認同
關於六四事件，港大於2009年所作民調顯示，認為北京學生做法正確的被訪者比率是56%、做法錯誤的比率是19%；認為「中國政府」處理正確的被訪者比率13%、處理錯誤的比率是69%。2011年，被問到「你覺得中國需要經濟發展多些或民主發展多些？」31.6%回答經濟多些，42.7%回答民主多些。
根據港大民意研究計畫的民調顯示，2013年6月，對「一國兩制」不信任者（47.2%）已超越信任者（47.1%），反映香港人越來越相信北京插手香港內部事務。2013年6月，對北京政府的不信任度上升至45.4％，創下1997年以來新高，信任度只剩25.3％。。港人對香港前途的信心由1997年7月的72.7%大幅下滑至2013年6月的50%。

## 香港特別行政區法律及其相關案例

### 《宣誓及聲明條例》
香港法例第11章《宣誓及聲明條例》第16條規定，該條例所提述的誓言當中的立法會誓言，須按附表2所列的格式作出，而有關的誓言見於附表2第IV部：
該條例第19條規定：
(a) 如在緊接立法會全體議員普通選舉後的立法會會期首次會議上而又於選舉立法會主席之前作出，須由立法會秘書監誓；
該條例第21條訂明不遵從的後果：
(a) 該人若已就任，則必須離任，及
梁頌恆和游蕙禎分別於2016年9月的立法會換屆選舉當選立法會議員。二人獲妥為要求於2016年10月12日的立法會會議上，由立法會秘書監誓作出立法會誓言。二人未依照該條例附表2規定的格式宣誓，對誓言分別作出多處重大改動，並以各種行為配合其採用的字眼。高等法院原訟法庭法官區慶祥在其判案書第5段對此形容如下：
(a) 梁先生公開宣稱他將捍衛香港國的利益；
(b) 游小姐公開宣稱她將對香港國忠誠並效忠香港國。
(2) 立法會秘書分別對二人作出干預，並表示由於他們的宣誓不符合立法會誓言，他不能替他們監誓。
(3) 二人繼而分別再次據稱作出宣誓。
(4) 再次宣誓時，二人各自連續三次把‘China’錯讀為‘Geen-na’或‘Sheen-na’（‘支那’）。
(5) 此外，游小姐把‘People's Republic of China’連續三次錯讀爲‘the People's Refucking of Sheen-na’。
(6) 他們還分別故意展開及展示一張印有‘HONG KONG IS NOT CHINA’字句的藍色橫幅。
(7) 梁先生在立法會秘書干預前後分別以明顯差異的語調讀出相關字眼（梁先生在立法會秘書干預後的語調顯示一種輕蔑及不認真的態度）。他在立法會秘書初次干預後，企圖再次宣誓時，以右手的中指及食指在《聖經》上作出交叉的手勢。

鑒此，立法會主席於2016年10月18日裁定梁游於2016年10月12日所作之宣誓無效。不過，他決定梁游若以書面要求再次宣誓，梁游可於2016年10月19日舉行的下一次立法會會議上再次宣誓。梁游均要求再次宣誓。然而，行政長官及律政司司長針對梁游分別就任立法會議員一事，尋求高等法院原訟法庭宣佈性和強制性的濟助；以及撤銷立法會主席於2016年10月18日所作之決定，並宣佈不能再為梁游監誓。

在原訟法庭之聆訊結束後，頒佈判決前，全國人民代表大會常務委員會於2016年11月7日行使《基本法》第158(1)條賦予的權力，對《基本法》第104條作出解釋。區慶祥法官在2016年11月15日的判案書裁定行政長官和律政司司長勝訴，並按其要求批予宣佈性和強制性的濟助：
高等法院上訴法庭藉2016年11月30日的判案書駁回梁游的上訴：
上訴法庭其後藉2017年1月16日的判案書，駁回梁游向終審法院上訴的許可申請。最後終審法院藉2017年9月1日的裁決理由書，駁回上訴的許可申請，全案定讞。

### 《港區國安法》
2020年6月30日，第十三屆全國人民代表大會常務委員會通過《中華人民共和國香港特別行政區維護國家安全法》（簡稱《港區國安法》），並將之納入《基本法》附件三於香港實施，其中第20及21條制訂分裂國家相關罪名：
(一) 將香港特別行政區或者中華人民共和國其他任何部分從中華人民共和國分離出去；
(二) 非法改變香港特別行政區或者中華人民共和國其他任何部分的法律地位；
(三) 將香港特別行政區或者中華人民共和國其他任何部分轉歸外國統治。
犯前款罪，對首要分子或者罪行重大的，處無期徒刑或者十年以上有期徒刑；對積極參加的，處三年以上十年以下有期徒刑；對其他參加的，處三年以下有期徒刑、拘役或者管制。
法例頒布翌日，2020年香港七一遊行期間，唐英傑駕駛插有「光復香港，時代革命」字句旗幟的電單車衝向警方防線，被控一項煽動他人分裂國家罪及一項恐怖活動罪，2021年7月27日被裁定罪成，判監9年，停牌10年，其中煽動他人分裂國家罪判監6年半，恐怖活動罪判監8年，部分刑期同期執行。判詞裁定，考慮當日語境，唐英傑展示「光復香港，時代革命」口號必然具有鼓吹分裂國家及香港獨立的意思。

## 各界研究及評論

### 英国立場
英國一貫之政策是協助其殖民地成為主權獨立之國家。由於英國向中國租借新界的情況複雜，獨立並不適用於香港。英國理解中國對香港主權歸屬的立場，自1972年11月2日聯合國大會批准《关于准许殖民地国家及民族独立之宣言》之適用地方名單剔除「香港」後，英國從未照會聯合國秘書長列入「香港」於該名單。香港人知悉中國反對香港獨立，因此英國無法安排香港獨立。香港92%的土地經《展拓香港界址專條》租借而來，以99年為限，期滿後英國將喪失該92%土地的一切權利。不論獨立與否，香港將無法單憑這8%剩下的土地而運作，英國須與中國商討香港前途。
香港末任總督彭定康於2016年11月25日公開抨擊港獨運動，認為港獨運動是搏上報章頭條的譁眾取寵，他表示自己完全支持香港追求民主，但是亦指責港獨人士把這件事情當成兒戲：「如果假裝認為追求民主應與港獨混一一談，那對他這樣的人而言就是一種虛偽， 可恥和妄顧後果的行為…… 港獨不會實現，港獨運動會淡化支持民主的力量…… 宣誓非兒戲。我在倫敦宣誓的時候會把手放在聖經上。」2017年9月他访港时再次重申港独违反基本法，但同时他认为港独和安乐死、同性婚姻一样，均是违反基本法的行为，但社会不应阻止讨论这方面的议题。

### 中华人民共和国立場
- 中华人民共和国國務院港澳事務辦公室前副主任陳佐洱指2011及2012年的七一遊行、「光復上水」的示威中，看到有示威者舉起香港殖民地旗幟，對此表示痛心，並指英國一直只把香港當作「提款機」。他認為可以自由地表達意見，不滿意中央政府可以批評，但不代表可舉起外國的旗幟。又指這旗應進歷史博物館，不應在街頭。[161][162][163]陳佐洱認為港獨勢力快速蔓延，必須嚴加警惕。[83][164]
- 中华人民共和国驻英国大使馆发言人认为香港独立运动出现了滥用暴力以及网络暴力的行为。[165]

#### 香港立場
- 前政協委員劉夢熊在文匯報聲稱港獨勢力得到香港「反對派」、美國勢力及台獨派、藏獨、疆獨人士支持。香港泛民主派利用去中國化進行港獨，欲脫離中華人民共和國。[166]他更指美國駐港總領事楊甦棣支持與策動香港自治。[167]。他認為台獨政黨民進黨與港獨政黨公民黨同樣「敵視一國兩制」，公民黨「公投綁補選」傚法民進黨「公投綁大選」。台獨勢力妨礙陸台合作。公民黨繼承民進黨衣缽，妨礙陸港合作，甚至阻撓港珠澳大橋。[168]反對德育及國民教育科的人士、公民黨、民主黨、人民力量、學聯把香港當作獨立的政治實體。[169]
- 時為民建聯立法會議員的鍾樹根在其卡片「誤寫」「the People's Republic of Hong Kong」（香港人民共和國），被戲稱為搞港獨[170][171]。
- 時為民主黨立法會議員的胡志偉在參選政綱中批評倡議港獨的團體企圖以不滿中央政府為由，將香港從中國分裂出去。他認為抗爭應該是有原則、有底線。
- 前香港立法會主席范徐麗泰表示：香港人有宣揚香港獨立的言論自由。她說港獨言論，不表示有港獨的行動，即使就二十三條立法，也不能以言入罪。[172]公民黨的激進本質是「急進港獨」。[166]
- 中新社记者安平聲稱，「香港李登輝之友會」與「台獨」勢力「勾結」。[173]
- 出身香港的挪威籍作家與政治評論人鍾祖康在2012年寫了與《我傾向香港獨立而不是自治》等文章表示「中國作為一個極權國家，向香港施虐，已經是香港有權獨立的足夠理由」「香港確有一批人，非常鄙視中國統治者對香港實行不文明的野蠻操控，從而發展出一種抵抗中國侵擾，捍衞香港家園的本土意識來。……在中共統治下，我還沒有見過貨真價實的自治地方政府……一些頭也不回的堅決走向獨立，不以自治為權宜代用品的地方，才有一絲機會得到或維持真正的獨立，如台灣和外蒙古。……中國現政府對領土的態度毫無甚麼神聖可言，全是利益盤算，否則它絕不會把五百多萬平方公里中國領土永久贈予俄國，卻對區區六平方公里的釣魚台大做文章。因此，中國現政府絕不敢像鎮壓疆獨分子藏獨分子那樣猖狂的鎮壓港獨分子，不僅是因為香港是有基本自由的國際化都市，更因為中國腐敗的統治集團在香港有極大量的金融操作和資產，這就是中國暴政的阿基裡斯之踵（Achilles' Heel）。中國暴政集團最關心的就是錢，這也是有利於港獨運動的重大有利條件。」[174]
- 新报批评「港獨份子企圖把香港和內地切割，拒絕與廣東省合作，事實上是一種自甘墮落的表現，最終只會自我毀滅。」[175]
- 民主黨創黨主席李柱銘認為，年青一輩有政治承擔是好事，但質疑部分提倡革命、港獨、無底線抗爭的立法會候選人，是僅為了爭取激進民主派的選票入立法會而提出倡議。他又指出：「環顧世界各地起革命的人都不會先宣之於口」，「共產黨表明不容許（港獨），他們（港獨派）是否要與解放軍打仗？」，「若他們有心起革命，應該是推翻現有制度和議會，而非爭取進入議會」。他亦補充指出：有些宣稱會勇武抗爭的人「見到警察就離開」，並非真正勇武，結果卻令部分跟隨者被拘捕，相關的政黨卻只在法庭外聲援，質疑港獨派只想靠「講」獨贏選舉[176]
- 信報社評評論指出，「港獨派由始至終都是瞎鬧，個人質素低劣不在話下，而歸根究柢是他們的論述毫無說服力，至今仍然無法提供『如何脫離中國獨立』和『怎樣自給自足建國』的頭緒，遑論切實可行的答案。因此，港獨實實在在是一道偽命題」，又認為港獨雖然是偽命題，但社會上的不滿卻是真情緒[177]。
- 香港政治評論家盧兆興評論：「北京認為香港地方主義的興起是對國家安全利益的潛在威脅……中國要香港了解北京的政治底線，不是挑戰中央，不要透過解釋基本法來挑撥北京的干預，比如說，2016年11月就候任議員在立法會進行宣誓儀式時的恰當行為釋法。」[178]

#### 澳門立場
- 澳門雜誌《商訊》評論：「超級諷刺的意味：20年前，一貫認為中國需要香港作為打擊台獨勢力。今天，台灣似乎已經不再是優先事項，獨立的思想卻是集中在香港。」
- 前澳門聖若瑟大學講師、現澳門法國文化協會副主席和政治學家蘇鼎德（Eric Sautede）評論：「如果作出香港對中國而言不重要的結論，這將犯下一個嚴重的錯誤。如果中國作出任何損害雙方特殊關係的舉動，香港將遭受最多的磨難，但中國亦會付出沉重代價。」[178]
- 澳門直選議員蘇嘉豪評論：「好多事情，都是亂扣帽子扣出來，錯有錯著的。台灣獨立如是，香港獨立亦如是。曾經有相當長久的一段歷史階段，上述兩個都是讓人啼笑皆非的主張，主張者被當瘋子。但政權及其爪牙一而再，再而三的扣帽子、貼標籤、潑墨水，過去的台灣人以至今天的香港人，都被迫出叫喊『獨立』，前者已成為主流，後者呈增加趨勢。」[179]
- 2017年澳門立法會選舉期間，《環球時報》因被指炒作「澳獨」議題而引起各界批評，有學者以「港獨」和「澳獨」作比較，澳門大學政府與行政學系副教授余永逸擔心這樣挑起「獨派」討論，會把本身不存在的議題變成存在的議題，情況就像10年前沒有人討論港獨，但當前香港特首梁振英提出「警惕港獨」後立即變成「港獨之父」，結果港獨議題就愈來愈多人討論了[180]。他說：「當《環球時報》提出『澳獨』議題的時候，其實大家都知道出事了，因為這根本就不是個議題。你說它（澳獨），它倒就成議題了。」[181]

### 中華民國立場
在法理上，依据中華民國政府的“一个中国政策”，中華民國疆域包括中国大陆和港澳地區。英國與中華人民共和國談判過程中，中華民國政府即表示不承認谈判的合法性。1983年10月7日，行政院院長孫運璿在答覆立委徐亨、張寬、湯煥暉質詢時，表示中華民國政府極為關切香港五百萬同胞自由與福祉。並嚴正聲明香港是滿清割讓，而中華民國推翻滿清，繼承滿清法統，任何涉及香港問題時須以中華民國為談判對象，英國與中華人民共和國有關香港一切談判與協議，中華民國一概不承認。
1997年6月27日香港移交前三日，中華民國外交部部長章孝嚴和國立故宮博物院院長秦孝儀召開關於《中英南京條約》特展的記者會，記者會上都特別強調外交部特展所展出的《南京條約》是唯一的正本，中國大陸所擁有的，只是清廷欽差大臣耆英和英方全權代表砵甸乍所簽署的副本，經兩國政府首長簽名核准的《南京條約》正本，由中華民國外交部所保存，而英國為求割讓九龍而簽訂的《北京條約》和租借新界的《展拓香港界址專條》的正本都同樣正由中華民國持有，因此中華民國才是香港主權的合法擁有者。
然而英國依《展拓香港界址專條》規定將九龍租借地，連同依其他不平等條約取得之香港及九龍割讓地交還予同屬中華民族之政權，結束香港的殖民統治，當時由中國國民黨主政的中華民國政府在「中華民國政府對『九七』香港情勢的立場與政策說帖」中對此表示欣慰，並希望香港今後能持續自由、民主、繁榮的發展，以及保持香港在國際社會之地位。
1997年香港主權移交後，時任中華民國總統的李登輝表明「南京條約的正本在臺灣，香港的主權屬於中華民國」。1999年7月，李登輝接受德国之声访问，提出两国论。此前，李登輝政府已在“一个中国政策”上松动，不再与中华人民共和国政府争夺中国代表权。而依据《中華民國憲法增修條文》，僅有由自由地區（臺灣地區）的中華民國國民擁有完整公民權利和政治權利。

## 相关团体与人物

### 獨派團體
- 香港民族黨（被香港政府引用《社團條例》禁止其運作，已解散）
- 本土民主前線（領導層梁天琦入獄，黃台仰和李東昇赴德國接受政治庇護）
- 青年新政（已解散）
- 東九龍社區關注組（已解散）
- 我是香港人連線
- 我哋係香港人，唔係中國人。
- 學生動源（僅香港本部已解散）
- 香港獨立黨（英國註冊政黨，當局於2018年註銷登記，已解散）
- 香港民族陣綫（香港本部已解散）[185]
- 學生獨立聯盟（已解散）
- 香港人優先（已解散）
- 香港效益主義黨
- 光城者（香港警察聲稱已成功瓦解此組織）
- 集英揚武堂

### 獨派人士
- 陳浩天：前香港民族黨召集人。
- 周浩輝：前香港民族黨發言人。
- 招顯聰：因反新界東北撥款衝擊立法會案，被判有期徒刑，在終審成功上訴並獲釋。
- 梁天琦：前本土民主前線發言人，因旺角騷亂被判6年有期徒刑，現已刑滿出獄。
- 黃台仰：前本土民主前線召集人，因旺角騷亂被檢控，后取保候審。但在開審前棄保潛逃，其後獲批德國難民庇護資格。
- 李東昇：前本土民主前線成員，獲批德國難民資格。
- 游蕙禎：前青年新政成員、前香港立法會立法會議員，因宣誓案撤銷資格，及非法集結案被判4星期有期徒刑，已完成服刑。
- 梁頌恆：青年新政召集人、前香港立法會議員，因宣誓案撤銷資格，及非法集結案被判4星期有期徒刑，已完成服刑；2020年離港，現正流亡海外。
- 黃俊傑：青年新政發言人。
- 鍾翰林：前學生動源召集人。
- 鄭俠（Paladin Cheng）無黨派，第一個創作及舉起藍底白字”HONG KONG INDEPENDENCE 香港獨立”旗並推上國際的獨派行動者
- 陳澤滔：東九龍社區關注組發言人。
- 徐承恩：《香港，鬱躁的家邦》作者。
- 梁衍華：《香港獨立論》作者。
- 陳國強：前沙田區議員。
- 馮敬恩：新加坡人，前香港大學學生會會長，現居加拿大。
- 湯錦婷：前伊利沙伯中學舊生會湯國華中學學生會會長（內閣代號「凝燃」），於2018年在伊利沙伯中學舊生會湯國華中學畢業。
- 陳家駒：前學生獨立聯盟召集人，已流亡海外。
- 周竪峰：前香港中文大學學生會會長。
- 劉康：香港效益主義黨主席，已流亡到英國。
- 盧建民：因暴動案被判處7年有期徒刑。
- 李政熙：「國難五金」老闆，熱血公民前成員，2019年12月29日，出席《城市論壇》節目時，重申支持香港獨立的立場
- 馬俊文：人稱「美國隊長2.0 」
- 梁繼平：前《學苑》總編輯，已流亡到美國。
- 高慧然
- 陶傑：香港華文作家及傳媒工作者，現居於英國。其風格多以幽默的形式批評香港政府、中國政府和中國文化的「陋習」，與梁文道、劉細良、王慧麟、馬家輝等被香港傳媒並稱為“香江才子”。
- 孫曉嵐：前香港大學學生會會長

## 相关書籍

### 香港獨立主張
- 《香港民族論》
- 《香港獨立論》
- 《香港，鬱躁的家邦》
- 《眾議》（香港民族黨期刊）
- 《香港獨立》

## 外部連結
- 解構「港獨」（页面存档备份，存于）, 香港中文大學大學線月刊, 2013年1月22日
- 隔牆有耳：戰狼屈美播毒　侵仔怒提港獨 - 李八方 （页面存档备份，存于）, 蘋果日報，2020年3月16日